# 仙石学
仙石 学（せんごく まなぶ、1964年 - ）は、日本の政治学者。北海道大学スラブ・ユーラシア研究センター教授。ポーランドを中心とする東欧政治研究を主体とする比較政治研究者。千葉県柏市生まれ。

## 略歴

### 学歴
- 東京大学教養学部卒業
- 1994年 東京大学大学大学院総合文化研究科国際関係論専攻博士課程単位取得満期退学

### 職歴
- 1995年 北海道大学スラブ研究センター講師（中核研究機関研究員）
- 1996年 西南学院大学法学部法律学科講師
- 1997年 西南学院大学法学部法律学科助教授→西南学院大学法学部国際関係法学科助教授
- 2003年 西南学院大学法学部国際関係法学科教授
- 2014年 北海道大学スラブ・ユーラシア研究センター教授

#### 兼職
- 2001年 北海道大学スラブ研究センター客員助教授
- 2002年 バーミンガム大学ロシア・東欧研究センター客員研究員（2003年まで）
- 2005年 東京大学大学院総合文化研究科客員助教授
- 2006年 東京大学大学院総合文化研究科客員教授
- 2009年―2010年 京都大学地域研究統合情報センター客員教授
- 2002年、2005年および2011年 北海道大学スラブ研究センター客員教授

## 所属学会
- 日本比較政治学会
- 日本政治学会
- 日本国際政治学会

## 著作

### 単著・編著・共編著
- （林忠行）『体制転換研究の先端的議論』（北海道大学スラブ研究センター、2010年）ISBN 9784938637569
- （林忠行）『ポスト社会主義期の政治と経済：旧ソ連・中東欧の比較』（北海道大学出版会、2011年）ISBN 9784832967403
- （村上勇介）『ネオリベラリズムの実践現場：中東欧・ロシアとラテンアメリカ』（京都大学学術出版会、2013年）ISBN 9784876982721
- 『脱新自由主義の時代？：新しい政治経済秩序の模索』（京都大学学術出版会、2017年）ISBN 9784814001033
- 『新版 世界の社会福祉第5巻 旧ソ連・東欧』(旬報社、2019年) ISBN 9784845115976
- 『中東欧の政治』(東京大学出版会、2021年) ISBN 9784130301732

### 雑誌論文
- 「東欧における政治変動の比較政治学的分析――ポーランド・ハンガリー・チェコスロヴァキアを中心として」『ソ連研究』9号（1989年）
- 「ポーランドの国内構造の転換――構造転換の政治経済学に向けて」『スラヴ研究』38号（1991年）
- 「東欧諸国の政党システムの分析――構造転換分析のためのリサーチ・デザイン」『西南学院大学法学論集』29巻1号（1996年）
- 「リアクションという名の『亡霊』？――ポーランドの社会民主主義政権の分析」『ロシア研究』23号（1996年）
- 「中東欧諸国の『体制転換』――『新制度論』の視点からの分析」『ロシア・東欧学会年報』26号（1998年）
- 「ポーランドの対米・対欧州政策の変遷――国内政治の視点から」『国際問題』537号（2004年）
- 「ポーランドにおける執政の変容――権力分担のシステムから効率的統治のシステムへ」『西南学院大学法学論集』37巻1号（2004年）
- 「中東欧諸国の政策規定要因分析試論――チェコとポーランドの環境政策を題材として」『ロシア・東欧研究』33号（2005年）
- 「中東欧研究と比較政治学――いわゆるディシプリン指向の中での地域研究のあり方の考察」『スラヴ研究』53号（2006年）

### 単行本所収論文
- 「ポーランドの議会と政党」伊東孝之編『東欧政治ハンドブック――議会と政党を中心に』（日本国際問題研究所、1995年）
- 「社会主義における国家と開発」恒川惠市編『岩波講座開発と文化(6)開発と政治』（岩波書店、1998年）
- 「ポーランドの年金制度改革――『体制転換』のもとでの『制度改革』の分析」佐藤幸人編『新興民主主義国の経済・社会政策』（アジア経済研究所、2001年）
- 「ポスト社会主義ポーランドの政党システム――アンバランスな『三つの民主主義』」日本政治学会編『年報政治学2001』（岩波書店、2002年）
- 「ポーランド――『ポスト社会主義国』から『欧州の一員』へ？」小川有美編『アクセス地域研究（II）先進デモクラシーの再構築』（日本経済評論社、2004年）
- 「ユーロリージョンの『限界』――ポーランド西部国境領域を事例として」宮島喬・若松邦弘・小森宏美編『地域のヨーロッパ――多層化・再編・再生』（人文書院, 2007年）
- 「体制転換期の中東欧における政治腐敗――ポーランドとスロヴァキアの事例から」河田潤一編『汚職・腐敗・クライエンテリズムの政治学』（ミネルヴァ書房, 2008年）